# Austrochthonius tullgreni
Austrochthonius tullgerni es una especie de arácnido  del orden Pseudoscorpionida de la familia Chthoniidae.

## Distribución geográfica
Se encuentra en el sur de África.